# Diego Pisador
Diego Pisador (Salamanca, 1509 – 1557) è stato un compositore spagnolo, e suonatore di vihuela del rinascimento.

## Biografia
Molto poco si conosce della vita di Pisador ne con esattezza le date di nascita e di morte. Si ritiene sia nato nel 1509 o 1510 e che sia morto dopo il 1557. Egli era figlio di Alonso Pisador e Isabel Ortiz, che sposò nel 1508. Il padre della Ortiz, Alfonso III di Fonseca, arcivescovo di Santiago di Compostela, era un grande mecenate della musica. Alonso Pisador fece il notaio alle udienze dell'arcivescovo e nel 1524 andò a Toledo. Qui egli entrò al servizio del conte di Monterrey, probabilmente di Alonso de Acevedo y Zúñiga, che era anche il nipote di Alfonso III. Nel 1526 Pisador prese gli ordini religiosi ma non proseguì nella carriera ecclesiastica.
Nel 1532, suo padre si trasferì in Galizia al seguito di Alonso de Acevedo y Zúñiga come corregidor di Monterrey. Egli non tornò a Salamanca fino al 1551, dopo la morte della moglie avvenuta nel settembre 1550. Egli si stabilì a Salamanca per occuparsi della madre e del giovane fratello, degli affari economici della famiglia, occupando la carica di amministratore della città in precedenza occupata da suo padre. 

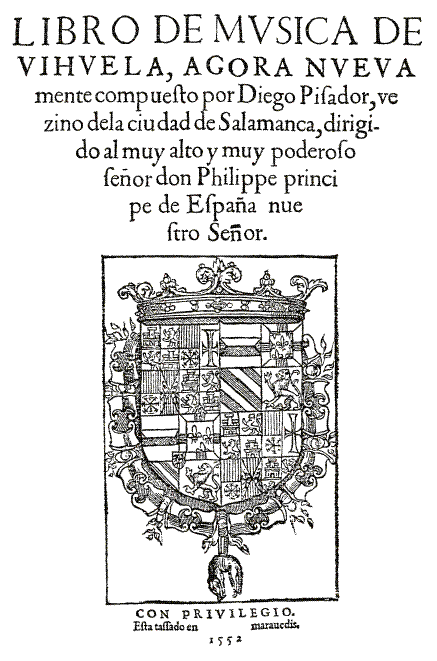
Copertina del Libro de música de vihuela

Alla morte di sua madre Diego ebbe la parte del leone nell'eredità a danno del fratello minore. In un primo tempo il padre fu d'accordo con questa spartizione ma Diego minacciò di sposarsi e di abbandonare la scrittura del libro sulla musica della vihuela che lo aveva occupato fino ad allora. Quando il padre, di lì a poco, tornò a Salamanca, aveva cambiato opinione e sostenne l'altro fratello ed obbligò Diego a lasciare la casa familiare. È noto che nel 1553, Diego vendette la casa e che nel 1557 padre e figlio erano ancora in disaccordo.

## Libro de música de vihuela
Nel 1552, egli pubblicò il libro Libro de música de vihuela, dedicato a Filippo II di Spagna. Il trattato è suddiviso in sette libri e consta di 95 pezzi, che però considerando che Pisador sosteneva che ogni pezzo era un'opera a sé stante, risultano essere 186 in quanto molte opere sono realizzate in diversi movimenti. Pisador lavorò al trattato per sei anni scrivendo 58 pezzi per voce e vihuela e 37 strumentali per sola vihuela.
Com'era d'uso allora, molti dei pezzi sono trascrizioni per vihuela di opere di altri compositori come Juan Vázquez, Juan García de Basurto, Mateo Flecha el viejo, Josquin Des Prez, Nicolas Gombert, Adrian Willaert, Jean Mouton, Jacques Arcadelt, V. Fontana e S. Festa.